# João Batista de Andrade
João Batista de Andrade (Ituiutaba, 1 de dezembro de 1939) é um  diretor e produtor de cinema e televisão, roteirista e escritor brasileiro.

## Biografia
Iniciou no cinema ainda estudante (Escola Politécnica da USP) em 1963, curso que teve que abandonar em 1964 (último ano) por causa do golpe militar.
Seu primeiro filme, o doc "Liberdade de Imprensa"(1967) traz suas marcas, como "cinema de intervenção" e foi apreendido pelo Exército no Congresso da UNE (1968).
Participou, embora negue a adesão, do movimento do Cinema Marginal da Boca do Lixo, destacando-se a sua obra "Gamal, O Delírio do Sexo" (1969).
Em 1977, após uma longa temporada no documentário e na televisão, realiza "Doramundo", que mesmo recorrendo à literatura, acaba por levar para o universo ficcional uma carga crítica resultante da sua quase militância no campo do jornalismo televisivo. Neste filme, ele inicia uma das principais características de suas próximas obras: a discussão política através do cinema. Por "Doramundo", João Batista foi premiado com o Kikito de melhor filme e melhor diretor no Festival de Gramado de 1978.
No ano de 1981, ele recebeu o Kikito de melhor roteiro por "O Homem que Virou Suco" (1980), filme que logo a seguir ganhou um dos maiores prêmios do cinema brasileiro, a Medalha de Ouro de Melhor Filme no Festival de Moscou/1981. Em 1983, causa forte impressão ao desmistificar violentamente a ilusão da abertura democrática em "A Próxima Vítima", um de seus melhores filmes.
Em 1987 ganhou quase todos os prêmios do fest de Brasília, com o polêmico "O país dos tenentes"(com Paulo Autran) com temática ligada ao fim do regime militar. No ano seguinte recebeu o que faltou em Brasília, o prêmio de Melhor Filme no RioCine.
O Plano Collor interrompeu sua carreira de forma drástica e o cineasta se auto-exilou no interior brasileiro: 8 anos sem filmar. Em 1999 seu épico "O tronco" (baseado no romance de Bernardo Élis) recebeu o prêmio de Melhor Filme pela Comissão das Comemorações dos 500 anos de Brasil (Festival de Brasília).
Em 2005 realizou o documentário de longa metragem "Vlado, trinta anos depois", sobre seu amigo Vladimir Herzog, morto em dependências do Exército em São Paulo em 1975. Em 2010 foi o grande homenageado do festival latino-americano de cinema (Memorial da América Latina).
Bastante atuante na área de política cultural, foi secretário estadual de Cultura de São Paulo na gestão Geraldo Alckmin, quando criou a Lei da Cultura (ProAc) com editais e incentivos para a produção cultural.
Em 2012 foi nomeado Presidente da Fundação Memorial da América Latina.
A Coleção Aplauso publica o roteiro de "Liberdade de Imprensa em 2008.

## Ministro da Cultura
Em 22 de maio de 2017 assume o Ministério da Cultura em decorrência da renúncia de Roberto Freire. Pediu demissão em carta ao presidente Michel Temer, porém confirmando sua "disposição para contribuir da forma mais proativa possível com a transição de gestão do Ministério da Cultura".

## Filmografia

### Como diretor
- 2023 – 100 anos de Cultura e Conflitos, série na SescTV [5]
- 2022 – Eu, a Viola e Deus, sobre Rolando Boldrin, produção na TV Cultura [6]
- 2011 - prepara seu 17º longa, "Vila dos Confins", baseado no romance de Mário Palmério
- 2010 - Piloto da série "Na Sombra da História"
- 2009 - Travessia
- 2006 - Veias e Vinhos
- 2005 - Vlado - 30 anos depois
- 2004 - Vida de artista
- 2003 - O Caso Matteucci
- 2002 - Rua 6, sem número
- 1999 - O Tronco
- 1996 - O cego que gritava luz
- 1992 - Dudu nasceu
- 1987 - O país dos Tenentes
- 1985 - Céu aberto
- 1983 - A próxima vítima
- 1982 - 1932-1982 A herança das idéias
- 1980 - O homem que virou suco
- 1979 - Greve!
- 1979 - Trabalhadores: presente!
- 1978 - Wilsinho Galileia
- 1978 - Doramundo
- 1977 - Caso Norte
- 1976 - Buraco da Comadre
- 1976 - Guitarra contra Viola
- 1976 - Tribunal Bertha Lutz
- 1976 - Bóias Frias
- 1976 - O Jogo do Poder
- 1975 - Mercúrio no pão de cada dia
- 1975 - Restos
- 1974 - A escola de 40 mil ruas
- 1974 - A batalha dos transportes
- 1973 - Migrantes
- 1973 - Ônibus e Pedreira
- 1972 - Vera Cruz
- 1971 - Eterna esperança
- 1970 - Paulicéia fantástica
- 1969 - Em cada coração um punhal
- 1969 - Gamal, o delírio do sexo
- 1968 - Cândido Portinari, um pintor de Brodósqui
- 1967 - Liberdade de Imprensa

### Como ator
- 1970 - Em cada coração um punhal
- 1970 - A herança

### Como produtor
- 1967 - Mal de Chagas
- 1968 - Anuska, Manequim e Mulher
- 1974- Rio Paraiba
- 1974 - Rio Tietê
- 2001 - Uma vida em Segredo
- 2003 - A ilha do terrível rapaterra

### Como montador
- 1971 - Orgia, o homem que deu cria

## Obras literárias
- 1980 - A Terra do Deus dará (romance juvenil)
- 1984 - Perdido no meio da rua (romance escrito em 1964, durante o golpe militar)
- 1989 - Um Olé em Deus (romance)
- 1996 - O Povo Fala (tese de doutoramento na USP)
- 2001 - O Portal dos Sonhos (romance)
- 2013 - Confinados (romance)
- 2013 - Sozitos (infanto-juvenil)